# Сімейний портрет в інтер'єрі
«Сімейний портрет в інтер'єрі» (італ. Gruppo di famiglia in un interno) — передостанній фільм режисера Лукіно Вісконті, вийшов на екрани у 1974 році.

## Зміст
Удостоєний багатьох нагород передостанній фільм великого Лукіно Вісконті. Літній професор — естет і пристрасний колекціонер предметів мистецтва та музики, живе у старовинному палаццо. Він давно вирішив для себе, що краще думати про досконалі творіння людей, аніж про самих людей — стражденних, неспокійних, недосконалих. Одним із захоплень професора є сімейні портрети в інтер'єрі — жанр, званий англійцями Conversation Piece — «фрагмент розмови» персонажів, зображених на полотні. І ці «фрагменти розмови» цілком влаштовують професора. Інших бесід йому не треба. Та раптом метрономний побут професора несподівано порушують постояльці, яким він вимушено надає верхній поверх свого палаццо — маркіза Брумонті з молодим альфонсом Конрадом та її донька Льєтта з нареченим Стефано. Персонажі для Conversation Piece є. От тільки, цей «фрагмент розмови» професору не доведеться розглядати крізь лінзу. Йому доведеться стати його учасником.

## Ролі
- Берт Ланкастер — професор
- Гельмут Бергер — Конрад Хюбел
- Сільвана Мангано — маркіза Бьянка Брумонті
- Клаудія Марсані — Ліетта Брумонті
- Стефано Патріци — Стефано
- Ельвіра Кортезе — Ермінія
- Філіп Ерсан — портьє
- Гі Трежан — антиквар
- Жан-П'єр Золя — Бланшар
- Енцо Флермонте — комісар
- Ромоло Валлі — Мікеллі
- Маргеріта Хоровіц — покоївка
- Клаудія Кардінале — дружина професора
- Домінік Санда — мати професора

## Знімальна група
- Автор сюжету: Енріко Медіолі
- Автори сценарію: Сузо Чеккі д'Аміко, Енріко Медіолі, Лукіно Вісконті
- Режисер: Лукіно Вісконті
- Оператор: Паскуаліно де Сантіс
- Монтаж: Руджеро Мастроянні
- Художник: Маріо Гарбулья
- Композитор: Франко Манніно

## Нагороди
- 1975 — дві премії «Давид ді Донателло»: найкращий фільм і найкращий іноземний актор (Берт Ланкастер).
- 1975 — 5 премій «Срібна стрічка» Італійського національного синдикату кіножурналістів: найкращий режисер (Лукіно Вісконті), найкращий продюсер, найкраща робота оператора (Паскуаліно Де Сантіс), найкраща робота художника (Маріо Гарбулья), найкраща актриса-дебютантка (Клаудія Марсані).
- 1975 — головний приз Вальядолідського МКФ.
- 1979 — премія журналу «Кінема Дзюмпо» найкращому режисерові зарубіжного фільму (Лукіно Вісконті).
- 1979 — премія «Блакитна стрічка» за найкращий фільм іноземною мовою.
- 1979 — премія Японської кіноакадемії за найкращий фільм іноземною мовою.